# Lijst van afleveringen van The Outer Limits
Dit is een lijst met afleveringen van de Amerikaanse televisieserie The Outer Limits. De serie telt 7 seizoenen. Een overzicht van alle afleveringen is hieronder te vinden.

## Seizoen 1
| Nr. | Titel aflevering          | Uitzenddatum VS  |
| --- | ------------------------- | ---------------- |
| 1   | Sandkings                 | 26 maart 1995    |
| 2   | Valerie 23                | 31 maart 1995    |
| 3   | Blood Brothers            | 7 april 1995     |
| 4   | The Second Soul           | 14 april 1995    |
| 5   | White Light Fever         | 21 april 1995    |
| 6   | The Choice                | 28 april 1995    |
| 7   | Virtual Future            | 5 mei 1995       |
| 8   | Living Hell               | 12 mei 1995      |
| 9   | Corner of the Eye         | 19 mei 1995      |
| 10  | Under the Bed             | 26 mei 1995      |
| 11  | Dark Matters              | 2 juni 1995      |
| 12  | The Conversion            | 9 juni 1995      |
| 13  | Quality of Mercy          | 16 juni 1995     |
| 14  | The New Breed             | 23 juni 1995     |
| 15  | The Voyage Home           | 30 juni 1995     |
| 16  | Caught in the Act         | 1 juli 1995      |
| 17  | The Message               | 16 juli 1995     |
| 18  | I, Robot                  | 23 juli 1995     |
| 19  | If These Walls Could Talk | 30 juli 1995     |
| 20  | Birthright                | 13 augustus 1995 |
| 21  | The Voice of Reason       | 20 augustus 1995 |

## Seizoen 2
| Nr. | Titel aflevering    | Uitzenddatum VS  |
| --- | ------------------- | ---------------- |
| 1   | A Stitch in Time    | 14 januari 1996  |
| 2   | Resurrection        | 14 januari 1996  |
| 3   | Unnatural Selection | 19 januari 1996  |
| 4   | I Hear You Calling  | 26 januari 1996  |
| 5   | Mind Over Matter    | 2 februari 1996  |
| 6   | Beyond the Veil     | 9 februari 1996  |
| 7   | First Anniversary   | 16 februari 1996 |
| 8   | Straight and Narrow | 23 februari 1996 |
| 9   | Trial by Fire       | 1 maart 1996     |
| 10  | Worlds Apart        | 22 maart 1996    |
| 11  | The Refuge          | 5 april 1996     |
| 12  | Inconstant Moon     | 12 april 1996    |
| 13  | From Within         | 28 april 1996    |
| 14  | The Heist           | 5 mei 1996       |
| 15  | Afterlife           | 19 mei 1996      |
| 16  | The Deprogrammers   | 26 april 1996    |
| 17  | Paradise            | 16 juni 1996     |
| 18  | The Light Brigade   | 23 juni 1996     |
| 19  | Falling Star        | 30 juni 1996     |
| 20  | Out of Body         | 14 juli 1996     |
| 21  | Vanishing Act       | 21 juli 1996     |
| 22  | The Sentence        | 4 augustus 1996  |

## Seizoen 3
| Nr. | Titel aflevering             | Uitzenddatum VS  |
| --- | ---------------------------- | ---------------- |
| 1   | Bits of Love                 | 19 januari 1997  |
| 2   | Second Thoughts              | 19 januari 1997  |
| 3   | Re-Generation                | 24 januari 1997  |
| 4   | Last Supper                  | 31 januari 1998  |
| 5   | Stream of Consciousness      | 7 februari 1997  |
| 6   | Dark Rain                    | 14 februari 1997 |
| 7   | The Camp                     | 21 februari 1997 |
| 8   | Heart's Desire               | 28 februari 1997 |
| 9   | Tempests                     | 7 maart 1997     |
| 10  | The Awakening                | 14 maart 1997    |
| 11  | New Lease                    | 21 maart 1997    |
| 12  | Double Helix                 | 28 maart 1997    |
| 13  | Dead Man's Switch            | 4 april 1997     |
| 14  | Music of the Spheres         | 9 mei 1997       |
| 15  | Revelations of Becka Paulson | 6 juni 1997      |
| 16  | Bodies of Evidence           | 20 juni 1997     |
| 17  | Feasibility Study            | 11 juli 1997     |
| 18  | A Special Edition            | 25 juli 1997     |

## Seizoen 4
| Nr. | Titel aflevering      | Uitzenddatum VS   |
| --- | --------------------- | ----------------- |
| 1   | Criminal Nature       | 23 januari 1998   |
| 2   | The Hunt              | 28 september 1998 |
| 3   | Hearts and Minds      | 6 februari 1998   |
| 4   | In Another Life       | 6 februari 1998   |
| 5   | In the Zone           | 20 februari 1998  |
| 6   | Relativity Theory     | 27 februari 1998  |
| 7   | Josh                  | 6 maart 1998      |
| 8   | Rite of Passage       | 13 maart 1998     |
| 9   | Glyphic               | 20 maart 1998     |
| 10  | Identity Crisis       | 27 maart 1998     |
| 11  | The Vaccine           | 3 april 1998      |
| 12  | Fear Itself           | 10 april 1998     |
| 13  | The Joining           | 17 april 1998     |
| 14  | To Tell the Truth     | 24 april 1998     |
| 15  | Mary 25               | 29 mei 1998       |
| 16  | Final Exam            | 26 juni 1998      |
| 17  | Lithia                | 3 juli 1998       |
| 18  | Monster               | 10 juli 1998      |
| 19  | Sarcophagus           | 7 augustus 1998   |
| 20  | Nightmare             | 14 augustus 1998  |
| 21  | Promised Land         | 21 augustus 1998  |
| 22  | Balance of Nature     | 4 september 1998  |
| 23  | The Origin of Species | 27 november 1998  |
| 24  | Phobos Rising         | 4 december 1998   |
| 25  | Black Box             | 11 december 1998  |
| 26  | In Our Own Image      | 18 december 1998  |

## Seizoen 5
| Nr. | Titel aflevering               | Uitzenddatum VS  |
| --- | ------------------------------ | ---------------- |
| 1   | Alien Radio                    | 22 januari 1999  |
| 2   | Donor                          | 29 januari 1999  |
| 3   | Small Friends                  | 5 februari 1999  |
| 4   | The Grell                      | 12 februari 1999 |
| 5   | The Other Side                 | 19 februari 1999 |
| 6   | Joyride                        | 26 februari 1999 |
| 7   | The Human Operators            | 12 maart 1999    |
| 8   | Blank Slate                    | 2 april 1999     |
| 9   | What Will the Neighbors Think? | 23 april 1999    |
| 10  | The Shroud                     | 30 april 1999    |
| 11  | Ripper                         | 7 mei 1999       |
| 12  | Tribunal                       | 14 mei 1999      |
| 13  | Summit                         | 21 mei 1999      |
| 14  | Descent                        | 25 juni 1999     |
| 15  | The Haven                      | 2 juli 1999      |
| 16  | Déjà Vu                        | 9 juli 1999      |
| 17  | The Inheritors                 | 16 juli 1999     |
| 18  | Essence of Life                | 23 juli 1999     |
| 19  | Stranded                       | 30 juli 1999     |
| 20  | Fathers and Sons               | 6 augustus 1999  |
| 21  | Star Crossed                   | 13 augustus 1999 |
| 22  | Better Luck Next Time          | 20 augustus 1999 |

## Seizoen 6
| Nr. | Titel aflevering      | Uitzenddatum VS  |
| --- | --------------------- | ---------------- |
| 1   | Judgment Day          | 21 januari 2000  |
| 2   | The Gun               | 28 januari 2000  |
| 3   | Skin Deep             | 4 februari 2000  |
| 4   | Manifest Destiny      | 11 februari 2000 |
| 5   | Breaking Point        | 18 februari 2000 |
| 6   | The Beholder          | 25 februari 2000 |
| 7   | Seeds of Destruction  | 3 maart 2000     |
| 8   | Simon Says            | 10 maart 2000    |
| 9   | Stasis                | 14 april 2000    |
| 10  | Down to Earth         | 21 april 2000    |
| 11  | Inner Child           | 28 april 2000    |
| 12  | Glitch                | 5 mei 2000       |
| 13  | Decompression         | 30 juni 2000     |
| 14  | Abaddon               | 7 juli 2000      |
| 15  | The Grid              | 14 juli 2000     |
| 16  | Revival               | 21 juli 2000     |
| 17  | Gettysburg            | 28 juli 2000     |
| 18  | Something About Harry | 4 augustus 2000  |
| 19  | Zig Zag               | 11 augustus 2000 |
| 20  | Nest                  | 18 augustus 2000 |
| 21  | Final Appeal          | 3 september 2000 |

## Seizoen 7
| Nr. | Titel aflevering      | Uitzenddatum VS   |
| --- | --------------------- | ----------------- |
| 1   | Family Values         | 16 maart 2001     |
| 2   | Patient Zero          | 23 maart 2001     |
| 3   | A New Life            | 30 maart 2001     |
| 4   | The Surrogate         | 6 april 2001      |
| 5   | The Vessel            | 13 april 2001     |
| 6   | Mona Lisa             | 20 april 2001     |
| 7   | Replica               | 27 april 2001     |
| 8   | Think Like a Dinosaur | 15 juni 2001      |
| 9   | Alienshop             | 22 juni 2001      |
| 10  | Worlds Within         | 29 juni 2001      |
| 11  | In the Blood          | 6 juli 2001       |
| 12  | Flower Child          | 21 juli 2001      |
| 13  | Free Spirit           | 28 juli 2002      |
| 14  | Mind Reacher          | 4 augustus 2001   |
| 15  | Time to Time          | 11 augustus 2001  |
| 16  | Abduction             | 18 augustus 2001  |
| 17  | Rule of Law           | 25 augustus 2001  |
| 18  | Lion's Den            | 8 september 2001  |
| 19  | The Tipping Point     | 15 september 2002 |
| 20  | Dark Child            | 4 januari 2002    |
| 21  | The Human Factor      | 11 januari 2002   |
| 22  | Human Trials          | 18 januari 2002   |